# Daniele Garozzo
Daniele Garozzo (n. 4 august 1992, Catania, Italia) este un scrimer italian specializat pe floretă, vicecampion european la individual în 2015 și campion mondial pe echipe în același an, campion olimpic la Rio de Janeiro 2016.
Este fratele mai mic spadasinului Enrico Garozzo.

## Palmares
Clasamentul la Cupa Mondială
| An  | 2009 | 2010 | 2011 | 2012 | 2013 | 2014 | 2015 |
| --- | ---- | ---- | ---- | ---- | ---- | ---- | ---- |
| Loc | 544  | _    | _    | 126  | 48   | 49   | 6    |

## Legături externe
- Prezentare la clubul „Fiamme Gialle”
- Prezentare Arhivat în 24 septembrie 2015, la Wayback Machine. la Confederația Europeană de Scrimă
- en Daniele Garozzo la Olympedia.org